# Brocéliande (film)
Pour les articles homonymes, voir Brocéliande (homonymie).
Pour plus de détails, voir Fiche technique et Distribution.
Brocéliande est un film d'horreur français réalisé par Doug Headline, sorti en 2003.

## Synopsis
Chloé, une étudiante en Histoire celte, découvre que la forêt de Brocéliande est un lieu propice à une certaine série de meurtres. Les fouilles auxquelles elle participe dans le cadre de son cursus se trouvent justement dans cette forêt et ne tarde pas à être la prochaine victime du tueur...

## Fiche technique
- Titre : Brocéliande
- Réalisation : Doug Headline
- Scénaristes : Doug Headline et Benoît Lestang
- Production : Éric Névé
- Musique originale : Sarry Long
- Photographie : Guillaume Schiffman
- Montage : Sébastien Prangère
- Distribution des rôles : Pierre-Jacques Bénichou
- Décors : Franck Benezech
- Costumes : Anne David
- Pays :  France
- Langue : français
- Genre : horreur, thriller, fantastique
- Durée : 90 minutes
- Date de sortie :
  -  France : 8 janvier 2003

## Distribution
- Elsa Kikoïne : Chloé
- Cylia Malki : Iris
- Alice Taglioni : Léa
- Mathieu Simonet : Erwann
- Cédric Chevalme : Gilles
- Alexis Loret : Thomas
- André Wilms : Vernet
- Vernon Dobtcheff : Brennos
- Virginie Darmon : Virgina
- Edwin Krüger : Druide
- Maud Le Guénédal : Maude
- Éric Névé : Un gardien de nuit
- Thierry Nzeutem : Morregane, la bête
- Pierre Porquet : L'universitaire irlandais
- Ludovic Schoendoerffer : Le flic silencieux
- Catherine Camp : La secrétaire de l'université
- Stéphane Cabel : un homme au bar

## Accueil critique
Le film reçu des critiques globalement négatives lors de sa sortie. Il est 13e dans la liste des pires films de tous les temps sur AlloCiné, avec une note de 1,1/5 par les spectateurs. Ces derniers reprochent les faiblesses du scénario et le jeu des acteurs.

Lors d'une interview, le scénariste et réalisateur du film, Doug Headline, indique : 

« (...) j'ai réalisé un court-métrage en 99, puis rencontré un producteur sympathique qui cherchait un film d'épouvante à petit budget pour les jeunes. Après m'être vu refuser plusieurs sujets, puis un premier script complet, jugé trop sophistiqué, je me suis dit que si je voulais tourner, il fallait se plier à la commande. Alors, avec mon co-scénariste Benoît Lestang, nous avons revu les objectifs artistiques à la baisse en fonction des souhaits du producteur et du distributeur, et en 2002 cela a donné le film Brocéliande. »